# 瑪麗-加雅內·米卡埃蓮
瑪麗兒-加雅內·米凱蘭（Marie-Gayanay Mikaelian，1984年3月3日—）是一位瑞士女子職業網球運動員。
米凱蘭身高172公分，體重63公斤，右手持拍，雙手反拍，她在1999年轉職業，在2003年1月27日達到生涯最高排名33。
米凱蘭在2002年轉職業曾獲得一個WTA單打冠軍。

## WTA決賽

### 冠軍
- 2002 (1) - 塔什干

### 亞軍
- 2001 (1) - 巴塞爾
- 2002 (1) - 魁北克
- 2003 (1) - 黃金海岸

## 外部連結
- 瑪麗-加雅內·米卡埃蓮的国际女子网球协会官方資料（英文）
- 瑪麗-加雅內·米卡埃蓮的國際網球總會 職業／青少年 官方資料（英文）